# Зимові Паралімпійські ігри 2010
Зимові Паралімпійські ігри 2010 — Паралімпійські ігри, що відбулись у Ванкувері, Канада, з 12 по 21 березня 2010 року.

## Історія
Олімпійський комітет Канади (англ. The Canadian Olympic Association) обрав Ванкувер як місто кандидат від Канади. Іншими претендентами були Калґарі, що хотіло вдруге прийняти Паралімпіаду та Олімпіаду, — і Квебек. Місто Квебек уже було претендентом від Канади на Олімпійські та Паралімпійські ігри 2002 року. Голосування відбулося 21 листопада 1998 року і Ванкувер-Вістлер отримали 26 голосів комітету, місто Квебек 25 і Калґарі 21. Другий раунд голосування відбувся між двома основними конкурентами 3 грудня 1998 року. Ванкувер виграв звання претендента від Канади 40-ма голосами проти 32 голосів за Квебек.
2 липня 2003 року у Празі Ванкувер виграв конкурсне голосування Міжнародного Олімпійського Комітету, результат якого виголосив голова МОК Жак Рогге. Головними претендентами крім Ванкувера були південно-корейський Пхьончхан і австрійський Зальцбург.

## Приготування
Організаційний комітет програми Заклик до волонтерів (англ. Call for Volunteers) розпочав свою роботу 12 лютого 2008 року. Було визначено, що для проведення Олімпійських і Паралімпійських ігор в Ванкувері й Вістлері необхідно 25 тис. волонтерів. Майже відразу через вебсторінку почали збір заявок, а активну фазу роботи з волонтерами розпочали у травні 2009-го року.

## Національні паралімпійські комітети, що брали участь
- Андорра (2)[2]
- Аргентина (2)[2]
- Вірменія (2)[2]
- Австралія (11)[2]
- Австрія (19)[2]
- Білорусь (9)[2]
- Бельгія (1)[2]
- Боснія і Герцеговина (1)[2]
- Болгарія (3)[2]
- Канада (55)[2][3]
- Чилі (2)[2]
- Китай (7)[2]
- Хорватія (4)[2]
- Чехія (19)[2][4]
- Данія (2)[2]
- Фінляндія (5)[2]
- Франція (21)[2]
- Німеччина (20)[2][5]
- Велика Британія (12)[2]
- Греція (2)[2][6]
- Угорщина (2)[2]
- Ісландія (1)[2]
- Іран (1)[2]
- Італія (35)[2][4][7]
- Японія (42)[2][4]
- Казахстан (1)[2]
- Мексика (2)[2]
- Монголія (2)[2]
- Нідерланди (1)[2]
- Нова Зеландія (2)[2]
- Норвегія (27)[2]
- Польща (12)[2][8]
- Румунія (1)[2]
- Росія (31)[2]
- Сербія (1)[2]
- Словаччина (13)[2][9]
- Словенія (1)[2]
- ПАР (1)[2]
- Південна Корея (25)[2][4]
- Іспанія (5)[2]
- Швеція (26)[2]
- Швейцарія (15)[2]
- Україна (19)[2][10]
- США (50)[2]

## Види спорту
У дужках вказано кількість комплектів медалей, що буде розіграно за кожним видом спорту:
- Біатлон (12)
- Лижні перегони (20)
- Керлінг (1)
- Хокей (1)
- Гірськолижний спорт (30)

## Календар
| ● | Церемонія відкриття |  | Кваліфікація змагань | ● | Фінали | ● | Церемонія закриття |

| Березень            | 12 | 13 | 14 | 15 | 16 | 17 | 18 | 19 | 20 | 21 | Комплекти медалей |
| ------------------- | -- | -- | -- | -- | -- | -- | -- | -- | -- | -- | ----------------- |
| Гірськолижний спорт |    |    |    |    |    |    |    |    |    |    | 30                |
| Біатлон             |    |    |    |    |    |    |    |    |    |    | 12                |
| Лижні перегони      |    |    |    |    |    |    |    |    |    |    | 20                |
| Хокей               |    |    |    |    |    |    |    |    |    |    | 1                 |
| Керлінг             |    |    |    |    |    |    |    |    |    |    | 1                 |
| Комплекти медалей   |    | 6  | 6  | 6  | 4  | 8  | 12 | 6  | 10 | 6  | 64                |
| Церемонія           |    |    |    |    |    |    |    |    |    |    |                   |

## Медальний залік
Легенда
      Країна-господар
Топ-10 неофіційного національного медального заліку:
| Місце | Країна     | Золото | Срібло | Бронза | Загалом |
| ----- | ---------- | ------ | ------ | ------ | ------- |
| 1     | Німеччина  | 13     | 5      | 6      | 24      |
| 2     | Росія      | 12     | 16     | 10     | 38      |
| 3     | Канада     | 10     | 5      | 4      | 19      |
| 4     | Словаччина | 6      | 2      | 3      | 11      |
| 5     | Україна    | 5      | 8      | 6      | 19      |
| 6     | США        | 4      | 5      | 4      | 13      |
| 7     | Австрія    | 3      | 4      | 4      | 11      |
| 8     | Японія     | 3      | 3      | 5      | 11      |
| 9     | Білорусь   | 2      | 0      | 7      | 9       |
| 10    | Франція    | 1      | 4      | 1      | 6       |